# 津山文化センター

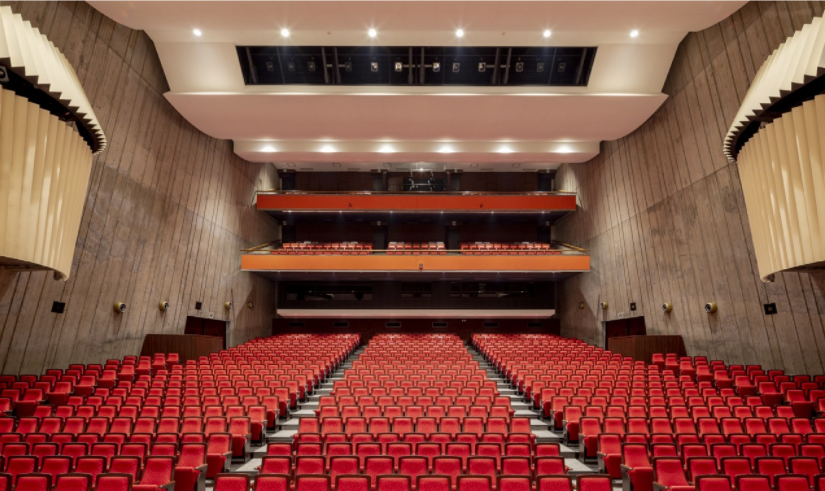
客席

津山文化センター（つやまぶんかセンター）は、岡山県津山市山下にある多目的ホール。

## 概要
津山市中心部にそびえる鶴山公園の北西に隣接する、同市を代表する本格的ホールである。建物は1965年に竣工されたモダニズム建築で、古来の社寺建築にみられる三層を支える斗栱（ときょう）構造が特徴である。1967年に第8回BCS賞受賞、また「DOCOMOMO JAPAN選定 日本におけるモダン・ムーブメントの建築の2005年度選定建築物」にも指定されている。
2018年4月1日から2020年3月31日まで耐震補強及び大規模改修工事を実施、2020年4月1日にリニューアルオープン。

## 建物
- 建築面積 - 3,180m2（既存：3,012.4㎡、増築部：167.5㎡）
- 床面積 - 5,618m2（既存：5,052.4㎡、増築部：565.7㎡）
- 規模 - 地下1階、地上3階、別棟1階
- 構造 - 鉄筋コンクリート造り、一部鉄骨造り
- 設計 - 川島甲士
- 所在地 - 岡山県津山市山下68番地

## 設備
大ホール
- 客席 - 1,003席（1階：824席（うち車椅子専用席：2席）、2階：135席、3階：44席）※ 張出舞台設置時：926席
- 舞台 - 間口：18m、高さ：6.1m、奥行：9.0m
- 舞台機構 - 吊物、音響反射板、緞帳、しぼり緞帳、バトン、サスペンションライトなど。
- 楽屋：3室および主催者準備室
- 用途 - オーケストラ、演劇、映画、などに対応。

会議室
- 大会議室（60名規模）、中会議室（40名規模）、第1（20名規模）・2・3・4会議室（16名規模）

和室
- 2室

レッスン室
- 壁一面のミラーとバレエバー設置。床面にリノリウム。

市民サロン
- 鶴山公園に面した2階角部屋で、円卓を設置した空間。約8名収容。

屋外テラス
- 鶴山公園を背景にした屋外テラス。

アートライブラリー（展示目的）
- 鶴山公園に面した3階角部屋。展示什器や給湯室も備える。

展示・リハーサル室
- 242m2、本館南の別棟。

駐車場
- 89台

## 周辺施設
- 鶴山公園（津山城跡

## アクセス
- JR姫新線・津山線 津山駅から徒歩で約15分。
- 路線バス - ごんごバス（中鉄北部バス）・中鉄北部バス「文化センター北口」停留所または「山下」（さんげ）停留所下車。

## 備考
常設ピアノは、1966年の開館時に市費と寄付金によって購入した1965年製ベーゼンドルファーが設置されていたが、現在はアルネ・津山内のベルフォーレ津山へ移設されている。なお、現在の常設ピアノはヤマハ製およびスタインウェイ アンド サン製の2台。